# Circuito di binario
Il circuito di binario, in gergo CdB, è uno degli elementi costituivi degli impianti di sicurezza ferroviaria (IS) delle linee e delle stazioni ferroviarie. Esso segnala la presenza di treni (o anche di un solo asse, purché metallico) su una determinata sezione di binario.

## Caratteristiche

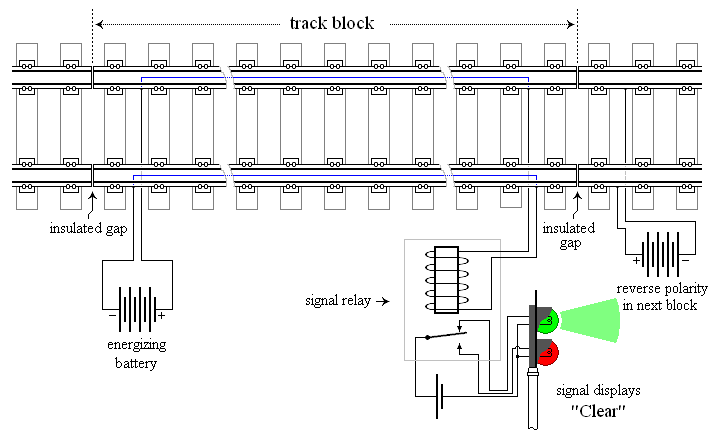
Circuito di binario in condizioni di libertà della via

Un circuito di binario è di fatto un circuito elettrico, costituito da una alimentazione, da una ricezione e da un relè di binario; detto circuito utilizza le rotaie come conduttori delle correnti proprie di funzionamento.
La principale funzione svolta da un CdB è quella di rendere disponibile, per l'uso da parte delle logiche degli IS, l'informazione dello stato di occupazione di un tratto di binario. In taluni sistemi, il CdB assolve anche ad altre funzioni come ad esempio la ripetizione continua in macchina dell'aspetto del segnalamento.

### Funzionamento

Circuito di binario in condizioni di occupazione della via. Il cortocircuito causato dalla presenza di un assile interrompe la circolazione della corrente nel relé di binario, che passa allo stato di diseccitazione (basso).

In condizioni di libertà del binario, il circuito elettrico è percorso da una corrente: questa viene rilevata dal ricevitore, che trasmette l'informazione al relè di binario, il quale si eccita e produce l'informazione di libertà della via. La presenza di un rotabile sulla sezione provoca un cortocircuito tra i due conduttori del circuito, che sono le due rotaie: l'assile infatti, essendo metallico, è in grado di condurre la corrente elettrica. Il cortocircuito interrompe la circolazione della corrente e il relè passa allo stato di diseccitazione, trasmettendo quindi l'informazione di occupazione della via.

### Caratteristica della corrente
Sulle linee elettrificate con sistemi in corrente continua, non si possono impiegare correnti dello stesso tipo per attrezzare i circuiti di binario; le rotaie fungono anche da circuito di ritorno per le correnti di trazione, e queste potrebbero creare tensioni sufficienti per eccitare il relè di binario, anche con il circuito occupato dal treno. Per questo motivo, le correnti utilizzate per attrezzare i circuiti di binario sono di tipo alternato, con frequenza generalmente di 50 Hz.

### Impiego
Il circuito di binario è l'elemento essenziale di tutti gli apparati di sicurezza delle stazioni e di tutte le linee esercite con il sistema del blocco. Nelle applicazioni più sviluppate, come per esempio il blocco automatico a correnti codificate, la corrente dei circuiti di binario può venire modulata in frequenza per trasmettere a bordo treno le informazioni che riguardano l'aspetto dei segnali successivi.

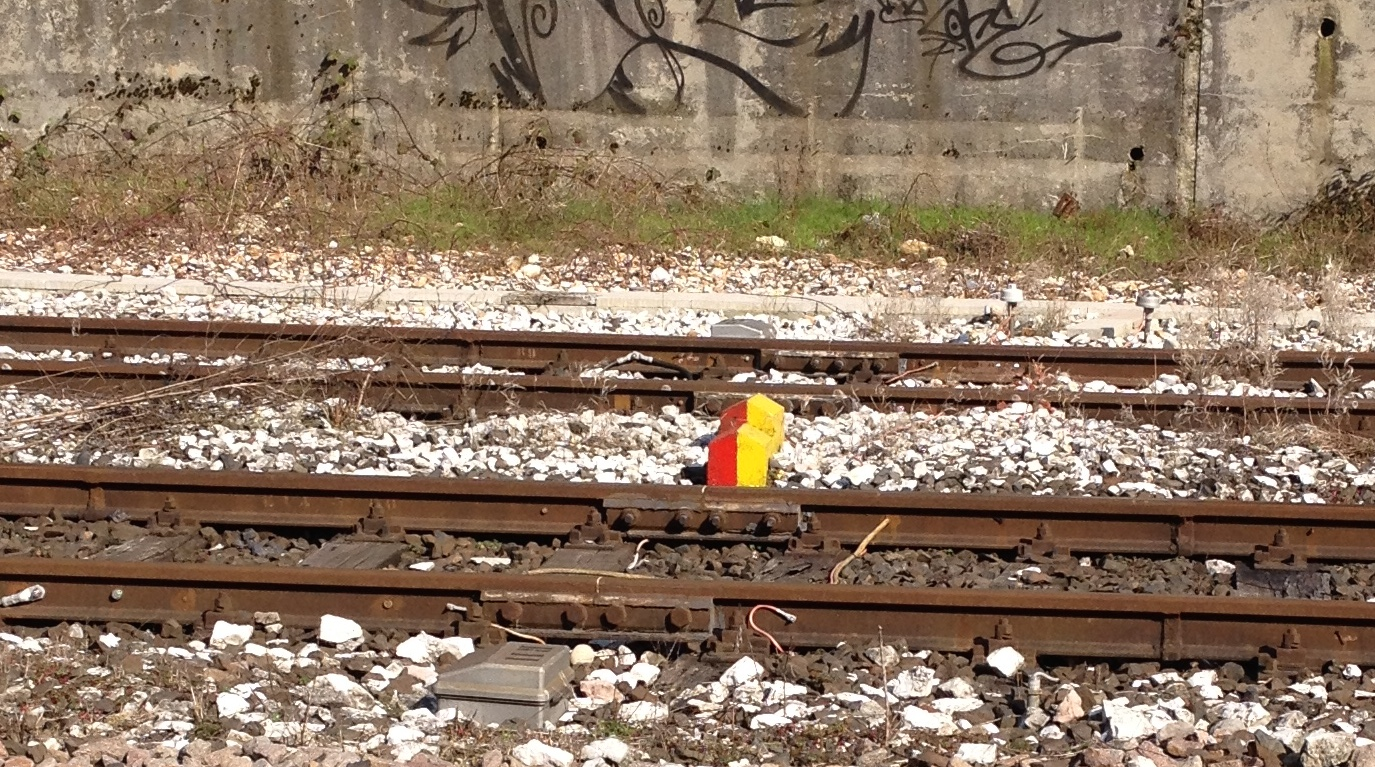
Giunto isolante tra due circuiti di binario. Stazione di Carpanè-Valstagna.

### Lunghezza
La lunghezza di un circuito di binario varia a seconda del campo di applicazione: nelle stazioni, dove gli enti da isolare elettricamente sono ravvicinati, i CdB hanno lunghezze dell'ordine di qualche decina di metri; in piena linea la lunghezza può aumentare molto di più. Tuttavia, data l'inevitabile dispersione a cui sono soggette le rotaie, per far sì che la corrente di ritorno abbia un'intensità sufficiente ad eccitare il relè di binario, i circuiti non sono di norma lunghi più di due km. Ovviamente, un circuito di binario dovrà adattarsi alla lunghezza di una sezione di blocco e, in ogni caso, mai superarla.

## Sicurezza

### Sicurezza intrinseca
L'informazione di binario libero è realizzata secondo le tecniche, tipiche dei circuiti di impianti di sicurezza (IS), di sicurezza intrinseca (fail safe). Dunque tale informazione è tipicamente binaria, con un valore, definito alto che assume il significato di binario libero e con un valore chiamato basso che assume tanto il significato di binario occupato quanto quello di una qualsiasi condizione di guasto. Le dizioni di alto e basso corrispondono agli stati di eccitazione e diseccitazione del relè. Mentre la condizione di binario libero è unica ed associata al valore alto, la condizione di valore basso ricomprende tutti gli altri possibili stati di funzionamento del CdB tra questi compreso anche lo stato di reale occupazione. Ciò significa, che in caso di guasto del sistema dei circuiti di binario (quale ad esempio una caduta di alimentazione), la sezione risulterà occupata anche quando in realtà questa non lo fosse, impedendo l'inoltro su di essa di ulteriori treni; il sistema si porta autonomamente in uno stato che non pregiudica la sicurezza della circolazione. 

### Libertà del binario
Bisogna precisare che la dizione binario libero è riferita unicamente alla assenza di rotabili sul tratto di binario del quale il CdB è parte integrante in quanto il circuito è sensibile al cortocircuito che le sale montate creano tra le due rotaie. Pertanto la presenza di altri ostacoli sul binario, non in grado di collegare elettricamente le due rotaie, non determina sempre la scomparsa della informazione di binario libero. Qualora, in presenza di particolari condizioni di esercizio, dovesse essere necessario rilevare anche la presenza di ostacoli di altra natura, l'informazione di binario libero dovrà essere integrata tramite altri impianti (es. rilevatore di caduta massi ecc.). In generale, grazie al confinamento della sede ferroviaria ottenuto tramite barriere protettive, si può ritenere che la sola informazione di binario libero realizzata dal CdB sia sufficiente a garantire un esercizio sicuro.

### Integrità del binario
Un circuito di binario, per come è costituito, consente anche di avere informazioni sull'integrità del binario. Una rottura della rotaia impedirebbe la circolazione della corrente e di conseguenza l'eccitazione del relè di binario, con la conseguente indicazione della via impedita, anche senza la presenza di treni. In questo caso, con la certezza che non vi siano treni sul tratto di linea interessato, è necessario procedere ad una visita dello stesso per verificarne la libertà e l'integrità.

## Interferenze
Il binario è principalmente la sede sulla quale si svolge l'interazione ruota-rotaia che consente il movimento sicuro dei rotabili. Tuttavia, nel tempo, l'introduzione di tecnologie che hanno reso enormemente più efficiente il trasporto ferroviario ha aggiunto nuovi impieghi del binario, che si sono sovrapposti alla sua funzione principale.
Il binario è la sede su cui avviene il "ritorno" della corrente di trazione. La corrente di trazione può utilizzare sistemi in corrente continua o sistemi in corrente alternata e può essere più o meno sporcata da armoniche dei sistemi di trasformazione di sottostazione elettrica (SSE) o da particolari sistemi di trazione di un locomotore elettrico (ad es. sistemi a chopper).
Sovente sul binario possono essere presenti tensioni a varie frequenze indotte da sistemi che svolgono altre importanti funzioni di sicurezza (ad es. Unità Controllo Giunti).
Le apparecchiature del binario (ad es. i deviatoi) o della sede stradale (ad es. le travate metalliche) costituiscono altrettanti punti nei quali si possono determinare significative interazioni coi CdB. Spesso è necessario adottare particolari tecniche durante l'allestimento del CdB. Per esempio, anche il sistema di controllo della marcia del treno (SCMT) genera significativi campi magnetici, dai quali i CdB devono venire protetti.
Si comprende dunque, proprio in virtù della particolare funzione del CdB, come siano richieste tanto una accurata progettazione quanto un corretto allestimento per conferire al CdB "particolari doti di robustezza" che consentano la continuità di funzionamento ma soprattutto l'assoluta certezza di sicurezza dell'informazione di binario libero generata dallo stesso.
In particolare è assolutamente richiesta l'immunità verso i disturbi indotti dalle correnti di trazione. Tale immunità è realizzata in modo diverso a seconda della tipologia di CdB. È richiesta l'immunità verso le variabili condizioni atmosferiche e climatiche ed è richiesto un buon grado di adattabilità ai differenti valori di conduttanza elettrica del binario. Per chiarezza si considerino i due estremi tipici di un binario con ballast molto inquinato e un binario con ballast appena rinnovato.

### Riferimenti
1. ↑  Guida e Milizia, pp. 69-71.
2. 1 2 3 4 5 6  Mayer, pp. 673-681.
3. ↑  Guida e Milizia, pp. 46-47.
4. ↑  Guida e Milizia, pp. 132-135,355.